# Nederländerna i olympiska sommarspelen 1932
Nederländerna deltog med 45 deltagare vid de olympiska sommarspelen 1932 i Los Angeles. Totalt vann de två guldmedaljer och fem silvermedaljer.

## Medaljer

### Guld
- Jacobus van Egmond - Cykling, sprint.
- Charles F. Pahud de Mortanges - Ridsport, fälttävlan.

### Silver
- Jacobus van Egmond - Cykling, tempolopp.
- Charles F. Pahud De Mortanges, Karel Schummelketel och Aernout van Lennep - Ridsport, fälttävlan.
- Bob Maas - Segling, Snowbird.
- Willy den Ouden - Simning, 100 meter frisim.
- Corrie Laddé, Willy den Ouden, Puck Oversloot och Maria Vierdag - Simning, 4 x 100 meter frisim.